# Metafizyka krytyczna
Metafizyka krytyczna (niem. Kritische Metaphysik) – metafizyka rozwijana na bazie filozofii kantowskiej przez nurt metafizyczny w neokantyzmie.

## Historia
Chociaż nastawienie Immanuela Kanta od metafizyki było krytyczne, to jednak nie odrzucał on jej całkowicie i uznawał potrzebę metafizyczną w człowieku. Wielokrotnie rozważał pomysł reformy metafizyki jako nauki. Problem zainspirował idealistów niemieckich do dyskusji nad nową krytyczną metafizyką. Johann Gottlieb Fichte stwierdza, że krytyka przygotowuje metafizykę jako teorię wiedzy. Friedrich Wilhelm Joseph Schelling rozwija zasady idealizmu transcendentalnego Kanta i Fichtego w formie wielokrotnie modyfikowanego projektu systemu metafizycznego, który miał zawierać filozofię jaźni, filozofię przyrody i filozofię ducha ludzkiego. Georg Wilhelm Friedrich Hegel uznaje, że nauka logiki „jest właściwą metafizyką albo filozofią czysto spekulatywną”.
Ostatecznie idea nowej metafizyki została rozwinięta przez filozofów należących do nurtu metafizycznego w neokantyzmie, takich jak Otto Liebmann, Friedrich Paulsen i Johannes Volkelt.

## Pojęcie
Pojęcie metafizyki krytycznej pojawia się w rozprawie Ottona Liebmanna pt. Zarys metafizyki krytycznej. Dla Liebmanna krytyczne podejście w metafizyce polega na akceptacji hipotetycznego statusu rzeczy samych w sobie i próbie wyprowadzenia z tego stanu rzeczy konsekwencji filozoficznych, pozostając przy tym w granicach ludzkiego rozumu. Wszystko, co wykracza poza doświadczenie, metafizyka może potraktować tylko jako hipotetyczne przypuszczenia, które wymagają sprawdzianu pod względem ich wiarygodności, gdyż nawet metafizyczne twierdzenia mogą mieć różną wartość.